# Daniel Tjärnqvist
Daniel Carl Tjärnqvist (* 14. října 1976, Umeå) je bývalý švédský lední hokejista, obránce. Se švédskou reprezentací získal zlatou medaili na olympijských hrách roku 2006. Má též dvě stříbra (2003, 2004) a dva bronzy (2001, 2002) z mistrovství světa. Na šampionátu v roce 2002 byl vyhlášen nejlepším obráncem turnaje. Hrál též na MS 2000 (7. místo) a Světovém poháru 2004 (5. místo). Medaile sbíral i v juniorských kategoriích, je držitelem stříbra (1996) a bronzu (1995) z mistrovství světa juniorů a bronzu z mistrovství Evropy juniorů 1994. S klubem Djurgårdens IF se stal dvakrát mistrem Švédska (2000, 2001), s Jokeritem Helsinky se roku 1997 stal mistrem Finska - jako první švédský hokejista v historii. Švédskou nejvyšší soutěž hrál i za Rögle BK. Strávil také šest sezón v severoamerické NHL, v dresu Atlanta Thrashers, Minnesota Wild, Edmonton Oilers a Colorado Avalanche. V základní části NHL sehrál 352 utkání, zaznamenal 90 kanadských bodů a vstřelil 18 branek. Okusil i nejvyšší soutěž ruskou (s Lokomotivem Jaroslavl) a německou (s Kölner Haie). Kariéru ukončil roku 2016.